# Gilbert Mokoki
Gilbert Mokoki (ur. 28 sierpnia 1949 w Djémba-Rivière, Impfondo) – kongijski polityk i wojskowy, od 2021 roku minister zdrowia i ochrony ludności. Od 2003 do 2011 roku był generałem Żandarmerii Narodowej Republiki Konga. W latach 1991–1993 był dowódcą Wywiadu Wojskowego Sztabu Generalnego Armii Ludowej Republiki Konga, a następnie dyrektorem Organizacji, Mobilizacji i Rezerwy Sztabu Generalnego.       
W latach 2012–2015 był ministrem-delegatem ds. gospodarki rzecznej, od 2016 do 2017 roku był ministrem służby cywilnej i reformy państwa, a następnie do 2021 roku ministrem specjalnych stref ekonomicznych.       

## Wykształcenie i służba wojskowa
Szkolił się w Technikum Artyleryjskim w Tchendjo w Chinach. W 1971 roku został oficerem Narodowej Armii Ludowej Republiki Konga. Studiował Wyższej Szkole Wojskowej w Szarszal w Algierii, Akademii Wojskowej w Leningradzie, Amerykańskim Centrum Studiów Strategicznych oraz w Institut des hautes études de Défense nationale. Uzyskał tytuł magistra nauk wojskowych. Był dowódcą baterii dział przeciwlotniczych oraz dowódcą plutonu piechoty. Uzyskał także dyplom spadochroniarza.
Był dowódcą ośrodka szkoleniowego batalionu powietrznodesantowego, dowódcą korpusu artylerii, a także głównym dyrektorem Wywiadu Wojskowego. Od 1991 do 1993 roku był dowódcą Wywiadu Wojskowego Sztabu Generalnego Armii Ludowej. Następnie był dyrektorem Organizacji, Mobilizacji i Rezerwy Sztabu Generalnego. W 1998 został mianowany generałem brygady. Od końca lat 90. do 2003 roku pracował jako dowódca kongijskich wojsk lądowych (fr. armée de terre). W 2003 roku mianowano go generałem Żandarmerii Narodowej. W sierpniu 2004 roku awansowano go do stopnia generała dywizji. Był odpowiedzialny za wprowadzenie porozumienia z Frédérikiem Bintsamou, przywódcą grupy bojowników Ninja. W czerwcu 2011 roku zakończył pełnienie służby jako generał Żandarmerii Narodowej. Na stanowisku zastąpił go Paul Victor Moigny.

## Działalność polityczna
25 września 2012 roku został mianowany ministrem-delegatem ds. żeglownych dróg wodnych i gospodarki rzecznej przy Ministrze Transportu, Lotnictwa Cywilnego i Marynarki Handlowej. 10 sierpnia 2015 roku został powołany na stanowisko ministra służby cywilnej i reformy państwa zastępując na tej funkcji Guya Brice Parfait Kolélasa. 30 kwietnia 2016 roku zastąpił Rodolphe Adada na funkcji Ministra Transportu, Lotnictwa Cywilnego i Marynarki Handlowej. 4 maja objął tekę ministerialną. Na funkcji ministra służby cywilnej zastąpił go Angel Bininga. Po zaprzysiężeniu drugiego rządu Clémenta Mouamby, 22 sierpnia 2017 roku został mianowany ministrem specjalnych stref ekonomicznych. Na funkcji ministra transportu zastąpił go Fidèle Dimou.
21 maja 2021 roku wszedł w skład pierwszego rządu Anatole Collinet Makosso jako minister zdrowia i ludności zastępując na tej funkcji Jacqueline Mikolo. Po zaprzysiężeniu nowego rządu, we wrześniu 2022 roku pozostał na stanowisku ministra zdrowia.

## Odznaczenia i wyróżnienia

### Odznaczenia państwowe
- Oficer Legii Honorowej (Francja)[1]
- Wielki Oficer Orderu Kongijskiego Zasługi[1]
- Złoty Krzyż Waleczności Wojskowej (Kongo)[1]
- Złoty Orderu Pokoju (Kongo)[1]
- Oficer Orderu Walecznych (Kamerun)[1]

### Odznaczenia okolicznościowe
- Medal 20-lecia Narodowej Armii Ludowej (Kongo)[1]
- Medal 25-lecia Rewolucyjnych Sił Zbrojnych (Kuba)[1]

## Życie prywatne
Jest żonaty, para ma troje dzieci.